# Papa John's Pizza
Papa John's Pizza, también conocida como Papa John's, es una compañía de franquicias de restaurantes de pizza estadounidense. Es una cadena de comida para llevar y reparto a domicilio, la cuarta más grande en los Estados Unidos, detrás de Pizza Hut, Domino's Pizza y Little Caesars Tiene su sede en Jeffersontown, Kentucky, un suburbio de Louisville.

## Historia
Papa John's fue fundado en 1984 cuando "Papa" John Schnatter empezó a usar el armario de escobas en la parte posterior de la taberna de su padre, Mick's Lounge, en Jeffersonville, Indiana. Luego vendió su Camaro Z28 modelo 1971 para comprar un equipo de pizza usado por valor de 1.600 dólares, con lo que comenzó a vender pizzas a los clientes de la taberna fuera del armario. Sus pizzas demostraron ser lo suficientemente populares para que un año después se mudara a un espacio contiguo. La salsa de acompañamiento específicamente para pizza fue inventada por Papa John's Pizza ese mismo año, y desde entonces se ha vuelto popular al comer pizza, especialmente la corteza. La compañía se hizo pública en 1993. Un año más tarde tenía 500 tiendas, y en 1997 había abierto 1.500 tiendas. En 2009, Schnatter volvió a comprar el Camaro tras ofrecer una recompensa de 250.000 dólares. 

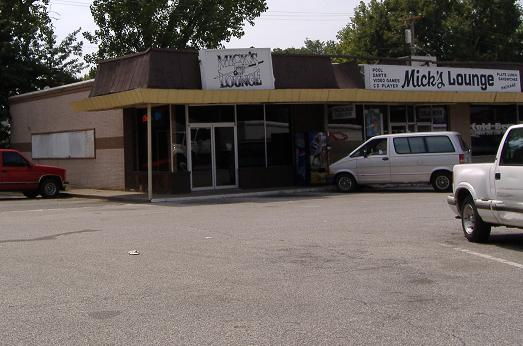
Sitio del primer Papa John's.

PMQ Pizza Magazine dijo en diciembre de 2016 que la compañía era la tercera cadena de restaurantes de comida para llevar y entregas de pizza más grande de los Estados Unidos (según PMQ, Little Caesars es la tercera cadena de pizzerías más grande, sin embargo, no tiene reparto a domicilio). Sin embargo, la rentabilidad neta de la compañía está muy por detrás de sus principales competidores. En 2014, su margen neto fue del 4.6% del total de ventas, mientras que el margen neto de Domino's Pizza fue del 8.2% y ¡Yum! Brands, que posee Pizza Hut, era 7.9%. La sede de la compañía se encuentra en Jeffersontown, Kentucky, una comunidad dentro del gobierno fusionado de Louisville. Su lema es "Mejores ingredientes. Mejor pizza. Papa John's".
Las franquicias de Papa John's superan los 4700 establecimientos: 3500 en Estados Unidos y más de 1200 en otros 37 países y territorios. En septiembre de 2012 se inauguró el 4.000 restaurante Papa John's Pizza, en New Hyde Park, Nueva York. La compañía celebró el evento regalando 4.000 pizzas gratis a clientes en toda la ciudad de Nueva York.
La compañía anunció el 21 de diciembre de 2017, que John Schnatter renunciaría como CEO de Papa John's Pizza el 1 de enero de 2018, para ser reemplazado en ese rol por el actual CEO de la compañía, Steve Ritchie. En febrero de 2018, Papa John's y la NFL acordaron mutuamente finalizar su acuerdo de patrocinio, convirtiendo a Pizza Hut en el nuevo patrocinador oficial de la NFL.
El 11 de julio de 2018, los medios informaron que durante una conferencia telefónica con la agencia de marketing de Papa Johns Laundry Services, Schnatter había usado la palabra "nigger" diciendo "El coronel Sanders llamó niggera a los negros y Sanders nunca enfrentó reacción pública". Schnatter alegó que hacer referencia a la cita del fundador de KFC estaba destinada a transmitir su aversión por el racismo. Después de la llamada, el propietario de la agencia de marketing se movió para finalizar su contrato con Papa John's. Schnatter renunció como presidente de la junta el mismo día en que se informó sobre el incidente.
El 26 de julio de 2018, John Schnatter presentó una demanda contra Papa John's Pizza para darle acceso a los estados financieros y registros de la compañía después de que lo despidieron de la compañía tras el escándalo de llamadas telefónicas. Él describe los procedimientos de la empresa como una "forma inexplicada y dura" para cortar los lazos entre él y la compañía que él fundó. Además de evitar que acceda a la información, la corporación también implementó una estrategia de plan de derechos de los accionistas para limitar las posibilidades de Schnatter de recomprar una participación mayoritaria en la compañía.
En marzo de 2019, el miembro del Salón de la Fama de la NBA, Shaquille O'Neal, se unió a la junta directiva de Papa John's y se convirtió en portavoz de la marca.
El 27 de agosto de 2019, Papa John's anunció que el presidente de Arby's, Rob Lynch, sería el nuevo CEO que reemplazaría a Steve Ritchie, quien había sido elegido por el fundador John Schnatter para sucederlo en 2018.
En septiembre de 2020, Papa John's anunció planes para trasladar su sede mundial al área metropolitana de Atlanta. En noviembre, la compañía anunció que su nueva sede global estaría ubicada en Three Ballpark Center en The Battery Atlanta y se espera su traslado durante 2021.

## Operaciones

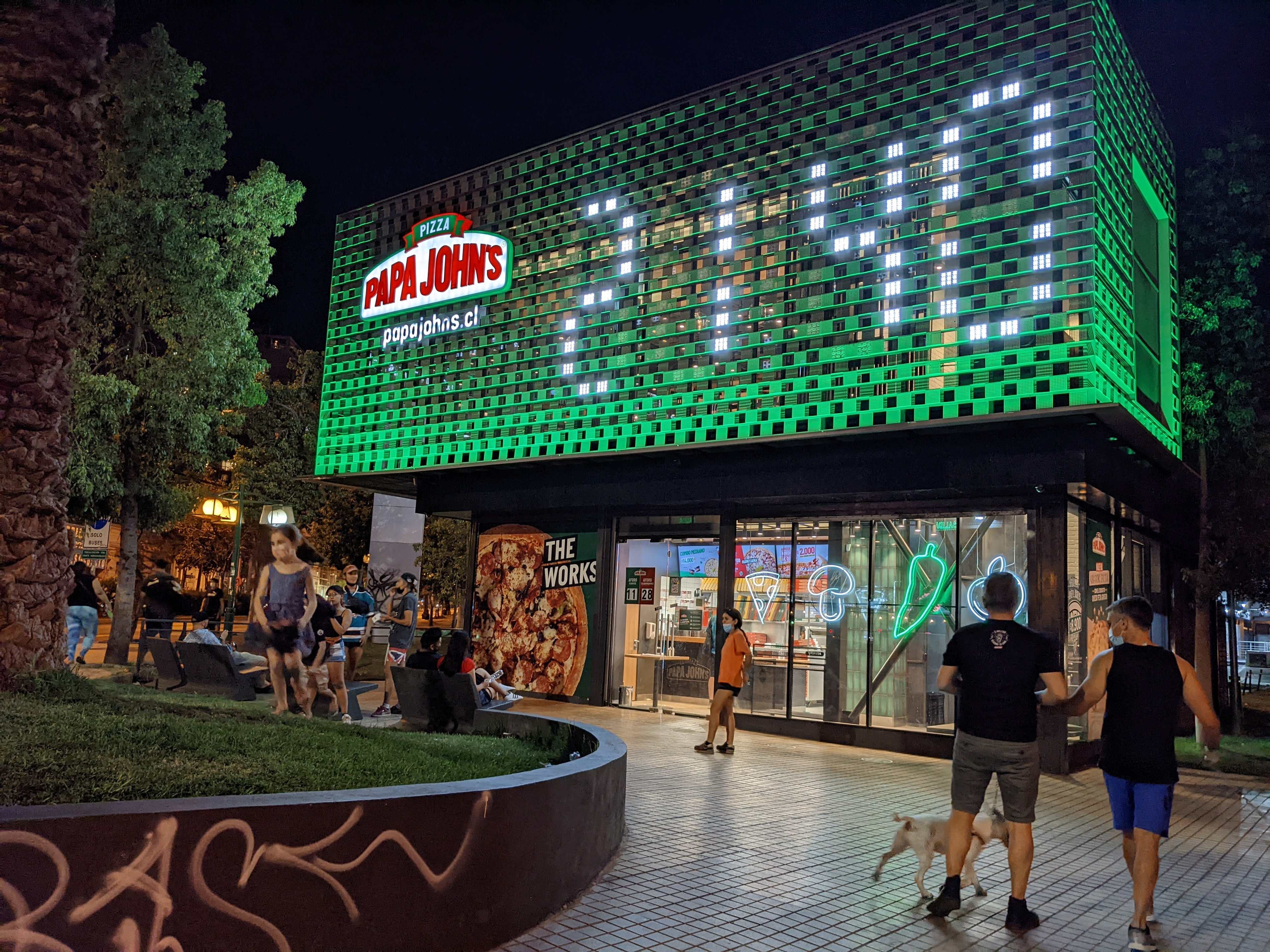
Tienda de Papa John's ubicada en Santiago de Chile.

Papa John's principalmente lleva pedidos de entrega, aunque algunas tiendas tienen mesas y sillas para comer. Los propietarios de franquicias pagan una tarifa de franquicia única de $ 25,000 por restaurante, luego una tarifa de regalías del 5% de las ventas netas, más un cargo por publicidad del 8% de las ventas netas. La compañía requiere que los franquiciatarios tengan un patrimonio neto de al menos $ 250,000, la cantidad aproximada de inversión necesaria. Las operaciones corporativas miran a los franquiciados para asegurar la consistencia de la marca. A partir de enero de 2016, había más de 4.700 restaurantes Papa John's en los 50 estados de EE. UU. y en otros 37 países y territorios.  Papa John's International es una empresa que cotiza en bolsa, con el 25% de sus acciones propiedad de John Schnatter.
En enero de 2002, Papa John's se convirtió en la primera cadena nacional de pizzas en poner pedidos en línea a disposición de todos sus clientes en EE. UU. La mayoría de las otras cadenas nacionales agregaron más tarde pedidos en línea a sus servicios. El 10 de julio de 2004, Papa John's controlaba un estimado del 6.6% del mercado, de acuerdo con Technomic. En febrero de 2017, Associated Press informó que la compañía estaba probando una tarifa de "Papa Priority" de $ 2.99 que permite a las personas saltar a la cabeza de su pedido de pizza.

### Franquicias fuera de Estados Unidos
Papa John's ha operado en el Reino Unido desde 1999. En julio de 2015, la compañía tenía 300 tiendas en el Reino Unido, aunque en 2010 tenía planes para que la cifra aumentara a entre 400 y 500 en los próximos cinco años.
Papa John's opera en toda Irlanda, con su oficina central en Ballybrit, Condado de Galway. La compañía tiene más de 50 ubicaciones y opera unidades móviles en todo el país. Las franquicias a menudo se encuentran junto a los puntos de venta de comida rápida de Supermacs.
España es el segundo mercado europeo más importante para Papa John's. La cadena opera en España desde 2016 y, debido a su rápido crecimiento, ya contaba con 42 restaurantes a finales de 2017. En particular, los restaurantes lograron una presencia significativa en la provincia de Madrid con más de la mitad de los restaurantes españoles ubicados allí. Papa John's espera abrir al menos 100 restaurantes en la provincia de Madrid, así como expandirse a otras regiones de España.
También tiene presencia en Rusia y Bielorrusia, con planes de expandirse a otros países de Europa Central y Oriental y Asia Central.
La compañía también está presente en 15 países de Iberoamérica, entre ellos Chile, Perú, Colombia, El Salvador, Bolivia, México, Guatemala, República Dominicana, Nicaragua, Costa Rica, Panamá y Honduras.
En 2017 abrió su primer local en Polonia, y al año siguiente en Kazajistán, siendo este el cuadragésimo sexto (46) país en tener la franquicia. Durante 2019 se expandieron a Alemania y Países Bajos.
En Portugal los restaurantes de Papa John's cerraron en los años 2000 pero en septiembre de 2019 volvieron al mercado portugués. 
En Honduras los restaurantes 
Papa John's cerraron en 2004, pero en octubre de 2022 volvieron al mercado hondureño.